# Joan Albert Mijares i Grau
Joan Albert Mijares i Grau (Barcelona, 8 de març de 1940) és un metge, cirurgià, i escriptor català, nacionalitzat andorrà. Fou professor a la Universitat Autònoma de Barcelona i director del servei de traumatologia a l'Hospital Nostra Senyora de Meritxell a Andorra des de 1977 fins al 2009. Tot i llicenciar-se en Medecina per la Universitat de Barcelona el 1965, especialitzat en cirurgia general i traumatologia i ortopèdia, el Dr. Mijares va doctorar-se en la Universitat Autònoma de Barcelona, institució en que exerciria de professor d'Anatomia Humana fins al 1978.
Joan Albert va créixer en la Barcelona de la Postguerra, al barri de l'Eixample de Barcelona, atenent a l'escola Liceo Borrell. Va mostrar interès per la medicina en la seva adolescència, decidint estudiar la llicenciatura a la Universitat de Barcelona un cop acabat el batxillerat el 1958. Va llicenciar-se el 1965, especialitzat doblement, en cirurgia general d'una banda, i en traumatologia i ortopèdia per l'altra. Des de la seva llicenciatura fins a la marxa a Andorra, el Dr. Mijares va exercir de cirurgià i traumatòleg en una àmplia varietat d'hospitals de rellevància, no només a Barcelona, sinó a tot Catalunya, com a l'Hospital Clínic de Barcelona (on va esdevenir Metge de Guàrdia del servei d'urgències acabat el seu període de resident), l'Hospital de la Santa Creu i Sant Pau, l'Hospital Universitari de Bellvitge, l'Hospital de la Vall d'Hebron, l'Hospital d'Amposta, o l'Hospital de la Seu d'Urgell.
El 1967, Joan Albert, preparant una tesi doctoral, va començar a exercir de professor adjunt a la càtedra d'Anatomia Humana de la Universitat Autònoma, on més endavant no només obtindria el títol de Doctor en Medicina, sinó que seria contractat com a professor titular de la assignatura fins al 1978. En el seu període com a docent, el Dr. Mijares no exercí d'investigador, sinó que va continuar exercint de cirurgià en diversos centres hospitalaris com els esmentats anteriorment. En aquell mateix any, 1967, es va casar amb Elke Boeckh-Behrens, de nacionalitat alemanya. Un any després va néixer Tomàs, el seu primer fill, de qui seguirien Tilman, Marco, i Ada.
El 1977, el Dr. Mijares va ser cridat pel Govern d'Andorra per a dirigir la modernització del sistema sanitari al País, ràpidament desenvolupant-se en aquella època gràcies a la indústria del turisme de neu, posició que se l'hi oferí per la seva bona reputació com a metge. En acceptar, va emigrar a Andorra pel que creia que seria una estada breu, pel que seguí exercint de professor a Barcelona fins a adonar-se de que no seria així. Des de la seva arribada fins a la seva jubilació voluntària el 2009, va romandre en cap del departament de traumatologia del Servei Andorrà d'Atenció Sanitària, posició en la qual va conèixer a la seva segona dona, Maria Teresa, qui hi treballava d'infermera, i amb qui tindria dos fills més: David, el 1981, i Sebastià, el 1998.
Des de la seva jubilació, el Dr. Mijares exerceix en una petita clínica de traumatologia a l'estació d'esquí d'Arinsal.

## Obra
- Lesiones de los ligamentos del tobillo (1986, Editorial JIMS)[5]
- Mi oficio de cirujano, Hospital Clínico Barcelona 1958 - Principado de Andorra 2016 (2017, Editorial Milenio)[1][2]